# صوفي محمد
صوفي محمد هو مؤسس حركة تطبيق الشريعة المحمدية (تحريك)، وهي حركة مسلحة باكستانية تسعى إلى تطبيق الشريعة في باكستان وتعمل بالأساس في منطقة دیر وسوات ومالاكند، وهي منطقة تقع داخل إقليم الحدود الشمالية الغربية. سُجن صوفي محمد بعد أن أرسل مئات المتطوعين إلى أفغانستان للحرب ضد الغزو الذي قادته الولايات المتحدة عام 2001. ولكن، أطلق سراحه في عام 2008 بعد أن أعلن نبذه للعنف. وهو والد زوجة مولانا فضل الله، الذي تولى قيادة تنظيم تحريك إنفاذ الشريعة المحمدية خلال فترة سجن محمد. خلال الثمانينات من القرن الماضي، شارك صوفي محمد بنشاط مع الجماعة الإسلامية، وهي حركة سياسية إسلامية. وفي عام 1992 انشق عن الجماعة ليكون تحريك إنفاذ الشريعة المحمدية.
وبعد الإطاحة بنظام طالبان من السلطة في أفغانستان عام 2001، رتب صوفي محمد لإرسال الآلاف من المسلحين لقتال قوات التحالف الشمالي. وعندما عاد محمد إلى باكستان، ألقي القبض عليه.
وبقي صوفي محمد في السجن حتى عام 2008، عندما وافق خلال محادثات مع الوزير الأول لإقليم الحدود الشمالية الغربية على استخدام نفوذه من أجل تحقيق الأمن في المنطقة.
وفي مطلع إبريل (نيسان) 2009، أنهى صوفي محمد دعمه لمفاوضات السلام، وقال إن الحكومة تعطل إقامة محاكم تطبيق الشريعة في وادي سوات.

## وصلات خارجية
- الملا الذي يخيف باكستان.